# کفر ناصح
کفر ناصح (به عربی: کفر ناصح) یک منطقهٔ مسکونی در سوریه است که در ناحیه تل رفعت واقع شده‌است. کفر ناصح ۱٬۴۳۳ نفر جمعیت دارد.